# Hosťová
Hosťová (em húngaro: Nyitrageszte) é um município da Eslováquia, situado no distrito de Nitra, na região de Nitra. Tem 4,78 km² de área e sua população em 2018 foi estimada em 379 habitantes.

## Demografia
| Ano:        | 1994 | 2004   | 2014   | 2024    |
| ----------- | ---- | ------ | ------ | ------- |
| Broj ljudi: | 390  | 368    | 373    | 428     |
| Razlika:    |      | -5,64% | +1,35% | +14,74% |

| Ano:               | 2023 | 2024   |
| ------------------ | ---- | ------ |
| Número de pessoas: | 433  | 428    |
| Diferença:         |      | -1,15% |